# Richard Kline (Schauspieler)

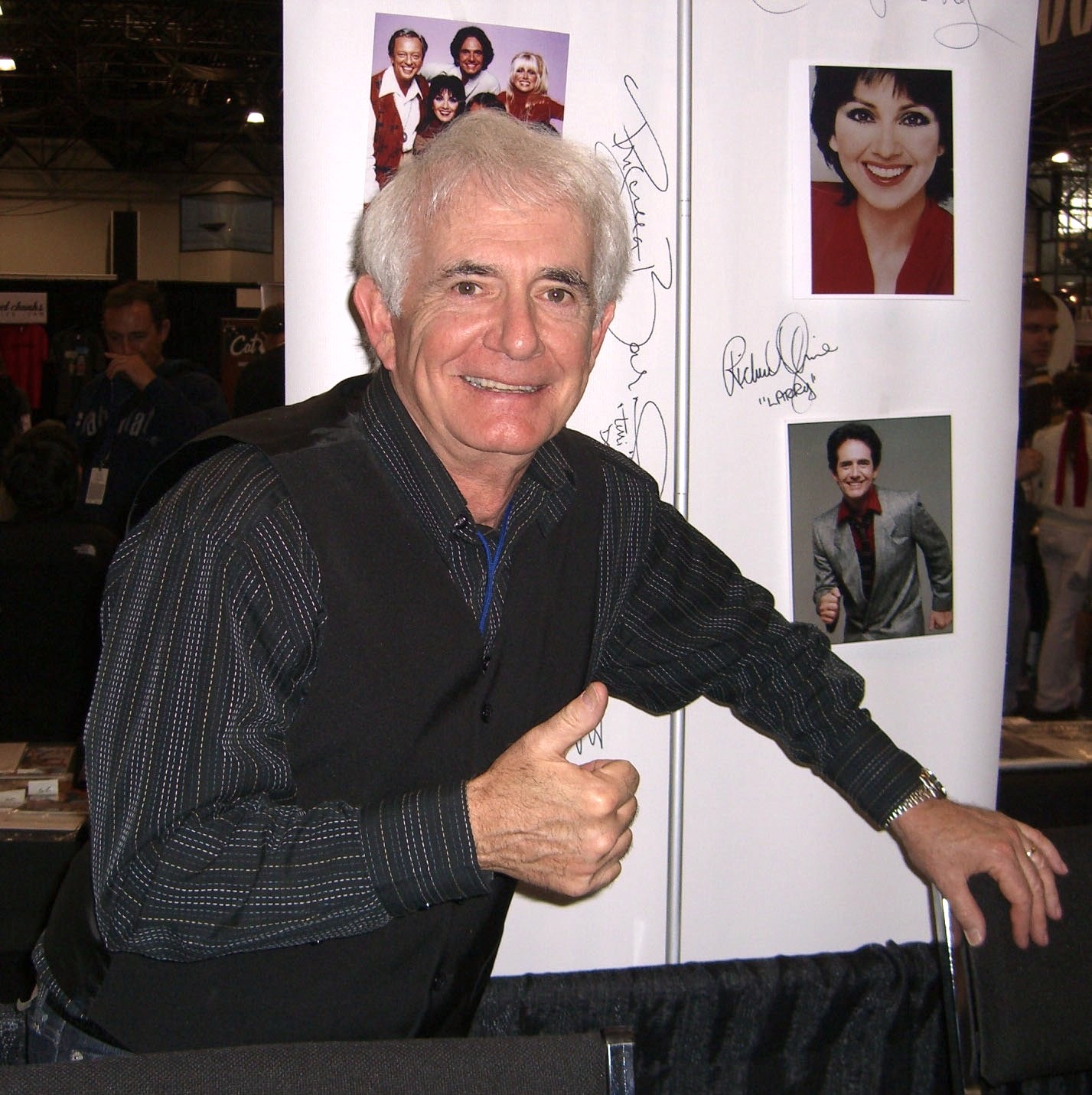
Richard Kline (2010)

Richard Kline (* 29. April 1944 in New York City, New York als Richard Klein) ist ein US-amerikanischer Schauspieler und Fernsehregisseur.
Kline wurde 1944 als Sohn von Leah Klein in New York City geboren. Er wuchs in Queens in einer Familie, die das Reformjudentum praktizierte, auf. 1974 heiratete Kline, diese Ehe wurde jedoch 1982 wieder geschieden. Seit 1982 ist er mit Sandra Molloy verheiratet. Aus dieser Ehe stammt seine Tochter, die Schauspielerin und Sängerin Colby Kline. Kline studierte am Queens College und erhielt einen Master of Fine Arts Degree in Theaterwissenschaften an der Northwestern University. 

## Filmografie (Auswahl)
- 1977–1984: Herzbube mit zwei Damen (Three's Company)
- 1986: Mord ist ihr Hobby (Staffel 3 Folge 5) in Die letzte Mahlzeit
- 1990: So ein Satansbraten (Problem Child)
- 1994: Die Todesliste (The Feminine Touch)
- 1995–1996: Reich und schön (The Bold and the Beautiful)
- 1997: Beverly Hills Ninja – Die Kampfwurst (Beverly Hills Ninja)
- 1999: Projekt: Baumhausgeisel (Treehouse Hostage)
- 1999: Liberty Heights
- 2000: Was geht, Noah? (Noah Knows Best)
- 2007: Chuck und Larry – Wie Feuer und Flamme (I Now Pronounce You Chuck and Larry)